# Општина Браништеа (Дамбовица)
Браништеа (рум. Braniştea) општина је у Румунији у округу Дамбовица.
Oпштина се налази на надморској висини од 163 m.